# Not Even the King
Not Even the King é uma canção da cantora e compositora americana Alicia Keys gravada para seu quinto álbum de estúdio Girl On Fire e lançada como single promocional em 8 de Setembro de 2012.

## Composição
Escrita por Keys e pela cantora escocêsa Emeli Sandé e produzida por Keys, "Not Even The King" "é uma balada de piano sobre o amor que é maior que o mundo e que não pode ser oferecido por um rei. Na melodia tocada no piano, Keys canta sobre um amor dela que é maior que o mundo inteiro: "Sim, acredite nisso, a confiança que sentimos que os reis nunca sentiram isso / Sim, essa é a música que cantamos, não cantamos" não precisa de nada / eles não podem pagar isso, isso não tem preço / eles não podem pagar o que conseguimos, nem mesmo o rei".

## Lyric Video
Em 8 de setembro de 2012, um vídeo da letra foi enviado a seu canal oficial do Youtube/VEVO. Foi produzido por The Uprising Creative e dirigido por Laban Pheidias. Segundo o Idolator, o vídeo da letra mostrava "ilustrações artísticas de uma música que é rica em amor".

## Performances ao Vivo
Em 8 de setembro de 2012, Keys apresentou "Not Even the King" no teleton do Stand Up to Cancer; que contou com vários outros artistas, incluindo Coldplay e Taylor Swift. Também se apresentou no iTunes Festival em 28 de setembro, junto com várias outras novas faixas de Girl on Fire. Em 16 de outubro, ela tocou a música durante o 'City Advantage Love the Journey Concert' no Avery Fisher Hall do Lincoln Center, em Nova York. Seu desempenho foi ovacionada em pé e com "aplausos sem fim".
Em 12 de novembro, Keys tocou a música no VH1 Storytellers, além de "Brand New Me" e outras músicas.. "Not Even the King" também fez parte da setlist de sua turnê Set the World on Fire Tour.